# Луцик, Пётр Николаевич
Пётр Никола́евич Лу́цик (Луцык) (1 января 1960, г. Березань, Киевская область — 28 октября 2000, Москва) — советский и российский кинорежиссёр и сценарист. Писал сценарии в соавторстве с Алексеем Саморядовым к фильмам «Дети чугунных богов», «Окраина», «Лимита», «Гонгофер», «Дюба-дюба».

## Биография
Пётр Луцик родился 1 января 1960 года в городе Березань Киевской области.
Окончил технологический факультет Московского института стали и сплавов (1982).
Луцик так вспоминал о тех годах: «Я был страшно башковитый по физике и математике. Поступал в Физтех, сдал всё на отлично, но не прошёл собеседование. Меня спросили, почему я хочу изучать физику моря, а я сказал, что люблю море и хочу плавать. После этого меня с этим экзаменационным листом взяли в институт стали и сплавов. Математику нам преподавал безумный человек, Дмитрий Игоревич Шпаро, который на полюса ходит. Классный был математик. Бегал из Москвы в Запорожье, я с ним тренировался. Как-то за день пробежал 54 километра. Странно, что не сдох».
- 1984—1985 — работал ассистентом режиссёра и старшим администратором на киностудии «Узбекфильм».
- 1990 — окончил сценарный факультет ВГИКа (мастерская Одельши Агишева и Веры Туляковой).
- 1995—1996 — автор сценария серии роликов социальной рекламы «Русский проект»[4] на ОРТ.

Скончался 28 октября 2000 года в Москве от сердечного приступа во сне. Похоронен на Троекуровском кладбище.

## Фильмография

### Актёр
- 1988 — Золотая голова мстителя

### Режиссёр
1. 1989 — Канун
2. 1998 — Окраина

### Сценарист
1. 1987 — Тихоня
2. 1988 — Гражданин убегающий (короткометражный)
3. 1988 — Государственная граница. На дальнем пограничье
4. 1989 — Канун (короткометражный)
5. 1990 — Савой
6. 1992 — Дюба-дюба[6]
7. 1992 — Гонгофер[7]
8. 1993 — Дети чугунных богов[8]
9. 1994 — Лимита[9]
10. 1998 — Окраина[10]
11. 2008 — Дикое поле[11]

### Продюсер
1. 1998 — Окраина

## Награды
1. 1993 — Приз «Зелёное яблоко — золотой листок» (За лучший сценарий, фильм «Дети чугунных богов»)
2. 1993 — Премия Ника (За лучший сценарий, фильм «Дети чугунных богов»)
3. 1993 — Премия Золотой овен (За лучший сценарий, фильм «Дюба-дюба»)
4. 1993 — Премия Золотой овен (За лучший сценарий, фильм «Дети чугунных богов»)
5. 1993 — Премия Золотой овен (За лучший сценарий, фильм «Гонгофер»)
6. 1994 — Российско-германский конкурс сценариев (Премия им. Эйзенштейна, за сценарий фильма «Дикое поле»)
7. 1994 — Премия Ника (За лучший сценарий, фильм «Лимита»)
8. 1998 — Премия Золотой овен (За лучший фильм-дебют, фильм «Окраина»)
9. 1998 — Открытый российский кинофестиваль «Кинотавр» в Сочи (Специальный приз жюри конкурса «Дебют» «За дерзкий поиск новых путей в киноискусстве», Почётный диплом Гильдии киноведов и кинокритиков, фильм «Окраина»)
10. 1998 — Международный кинофестиваль в Чикаго (Приз FIPRESCI, фильм «Окраина»)
11. 1999 — Международный кинофестиваль славянских и православных народов Золотой Витязь (Приз за лучшую режиссёрскую работу, фильм «Окраина»)
12. 1999 — Международный кинофестиваль в Карловых Варах («Приз свободы», фильм «Окраина»)
13. 1999 — Международный кинофестиваль «Лістапад» в Минске (Спец. приз газеты «Культура» — «Импульсы вечного: вечная тема, вечный сюжет», фильм «Окраина»)
14. 2009 — Премия Ника (За лучший сценарий, фильм «Дикое поле»)